# Нова Гута (Новоушицька селищна громада)
Нова́ Гу́та — село в Україні, у Новоушицькій селищній територіальній громаді Кам'янець-Подільського району Хмельницької області.

## Назва
Назва походить від слова Гута це місце чи підприємство мануфактурного типу, де виробляли скло й різні вироби з нього. На території України є багато населених пунктів, що мають у своїй назві слово Гута. Тому, найбільш ймовірно, до назви було долучено ще слово Нова, для розрізнення цього поселення від інших, наприклад у цій місцевості неподалік є село Стара Гута.

## Географія
Подільське село Нова Гута розкинулось на подільській височині в південно-західній частині України. Село оточено лісом з східної сторони, неподалік протікає річка Матерка, яка впадає у річку Дністер. Поблизу Нової Гути проходить адмінмежа між Хмельницькою та Вінницькою областями.

## Символіка

### Герб
Щит у золотій оправі, фон — блакитного кольору. У верхній правій частині зображено сонце жовтого кольору із людським обличчям, як символ однієї
релігії. У верхній лівій частині зображено шахту з червоним полум'ям, що означає наявність корисних копалин. У нижній частині хвиляста блакитна лінія символізує наявність водойми. А млин, що розташований над лінією, символізує багатство краю на хліб та борошно.

### Прапор
Прямокутне полотнище складається з двох частин. Верхня половина прапора блакитного кольору, нижня — синього кольору. Блакитний колір символізує неба, вдосконалення духу, синій — наявність водойми на території села.

## Історія
Поселення Нова Гута вважається заснованим 1662 року.
Внаслідок поразки визвольних змагань на початку XX століття, село надовго окуповане російсько-більшовицькими загарбниками.
Радянська окупація принесла колективізацію та розкуркулення, мешканці села зазнали репресій.
В 1932–1933 селяни села пережили сталінський голодомор.
З 1991 року село в складі незалежної України.
20 серпня 2015 року шляхом об'єднання сільських рад, село увійшло до складу Новоушицької селищної громади, до цього органом місцевого самоврядування була Вільховецька сільська рада.
До адміністративної реформи 19 липня 2020 року село належало до Новоушицького району, після село увійшло до складу Кам'янець-Подільського району.

## Населення
Населення становить 325 осіб за переписом населення України 2001 року.

### Мова
У селі поширені західноподільська говірка та південноподільська говірка, що відносяться до подільського говору, який належить до південно-західного наріччя.
99,38 % населення вказало своєю рідною мовою українську мову.

## Релігія
- Костел Святого Духа (РКЦ)

## Уродженці
- Лисайчук Марія Олексіївна (нар. 1951) — українська поетеса.
- Янцаловський Олександр Йосифович (нар. 30 вересня 1953) — український викладач кафедри психології та педагогіки, заслужений винахідник України.
- Висльовський Євгеній Олександрович (1998-2022) — український військовослужбовець, учасник російсько-української війни.[4]